# Kalliojärvi (sjö i Päijänne-Tavastland, lat 61,15, long 26,05)
Kalliojärvi är en sjö i Finland. Den ligger i kommunen Heinola i landskapet Päijänne-Tavastland, i den södra delen av landet, 120 km nordost om huvudstaden Helsingfors. Kalliojärvi ligger 126 meter över havet. I omgivningarna runt Kalliojärvi växer i huvudsak barrskog. Arean är 25,4 hektar och strandlinjen är 3,65 kilometer lång. Sjön  ingår i Kymmene älvs huvudavrinningsområde. 